# Conispiculum
Conispiculum ist eine Gattung der Filarien mit drei Arten. Sie sind Parasiten bei Agamen in Asien.

## Merkmale
Conispiculum hat die Merkmale der Oswaldofilariinae. Die Vulva liegt in der vorderen Körperhälfte. Der Ovijektor ist lang und komplex aufgebaut. Die beiden Spicula differieren in ihrer Länge, wobei der Quotient aus linkem und rechtem ≤ 1,3 ist.
Conispiculum bildet zusammen mit Gonofilaria eine Seitenlinie in der Evolution der Oswaldofilarinae, bei der die Deiriden zurückgebildet sind, die Kaudalpapillen vervielfacht und die Kopfpapillen in Form eines seitlich gestreckten Dreiecks angeordnet sind. Sie leitet sich von der Frühform von Oswaldofilaria ab, welche durch einen komplexen Ovijektor und ungleiche Spicula, bei denen die Lamina stark reduziert ist, gekennzeichnet ist.

## Systematik
Die Gattung enthält folgende Arten:
- Conispiculum flavescens Castellani & Willey, 1905
- Conispiculum guindiensis Pandit, Pandit & Iyer, 1929
- Conispiculum ramachandrani Bain, Kouyate & Baker, 1982

Synonym der Gattung ist Conspiculum.